# Nicolás de Villacis
Nicolás de Villacis y Arias (Murcia, 1616-1694) fue un pintor español, considerado discípulo de Diego Velázquez y uno de los más destacados representantes de la pintura barroca murciana, aunque son pocas las obras seguras de su mano que se conservan. Es Antonio Palomino quien informa de su relación con Velázquez, de la que no existe ninguna otra fuente documental: «Floreció este gran artífice —decía Palomino— hasta los años de 1690, en que murió, de no muy crecida edad. Hoy se hallan en poder de una señora, hija suya, diferentes cartas, que le escribía su maestro don Diego Velázquez, llamándole para emplearle en servicio del rey, y hacerle Pintor de Su Majestad, lo cual nunca aceptó, por no abandonar el sosiego, que le ofrecían las conveniencias, que le dispensaba su honrado patrimonio».

## Biografía
Nació en Murcia el 9 de septiembre de 1616 en el seno de una familia de origen hidalgo por parte de madre, en tanto su padre era mercader de telas y Depositario General jurado de la ciudad. Con dieciséis años de edad viajó a Madrid y pudo conocer el trabajo de Diego Velázquez. Cursó luego estudios en Italia, donde se encontraba al menos desde 1643. Allí trabó amistad con el pintor Franceso Torriani y casó con su hermana; en Mendrisio primero y luego en Como montó un taller y fue padre de cinco hijas antes de regresar a Murcia, donde se le documenta el 18 de noviembre de 1650.
Su obra más conocida son las pinturas murales al temple de la iglesia del convento de la Trinidad de Murcia, al que se había retirado su padre tras enviudar, lo que pudo influir en su contratación. Según la descripción de Antonio Palomino, aunque inacabadas por la muerte del pintor, las pinturas se extendían a la capilla mayor, en la que no había otro retablo que el pintado por Villacis con arquitecturas fingidas, con una Santísima Trinidad sobre la cornisa, y al brazo del Evangelio. En éste, en marcos fingidos, representó cuatro escenas de la vida de san Blas, y sobre ellos unos balaustres fingidos en piedra a los que se asomaban retratados fielmente caballeros de la ciudad y frailes de la propia casa. Tras convertirse la iglesia y el convento en cuartel en 1835, tras la desamortización de Mendizabal, únicamente pudieron salvarse algunos fragmentos pasados a lienzo por Juan Albacete en 1867, que son los que actualmente se encuentran restaurados en el Museo de Bellas Artes de Murcia, construido precisamente sobre el solar del antiguo convento. Las obras que quedan son: Retrato de tres amigos, Cabeza de fraile, El caballero del chambergo, Un sacerdote con acólito y Un ángel.
Otras obras que realizó fueron: en 1654 un mapa para el ayuntamiento, en 1657 una peana para la cofradía del Rosario, en 1659 el retablo de la iglesia de Aspe, entre 1665 y 1669 diversos objetos para las exequias de los reyes; de esa época parecen ser una santa Clara, una Virgen de la Caridad y un san Bruno. la última pintura conocida es un retrato del corregidor Pueyo conservado en la ermita del Pilar y realizado en 1680.
Falleció el 8 de abril de 1694. Su discípulo José García Hidalgo, en el prólogo de sus Principios para estudiar el nobilísimo arte de la pintura, lo llamó «valiente Pintor al fresco, y olio, y grande Escultor, y Arquitecto».